# Tetraclinis

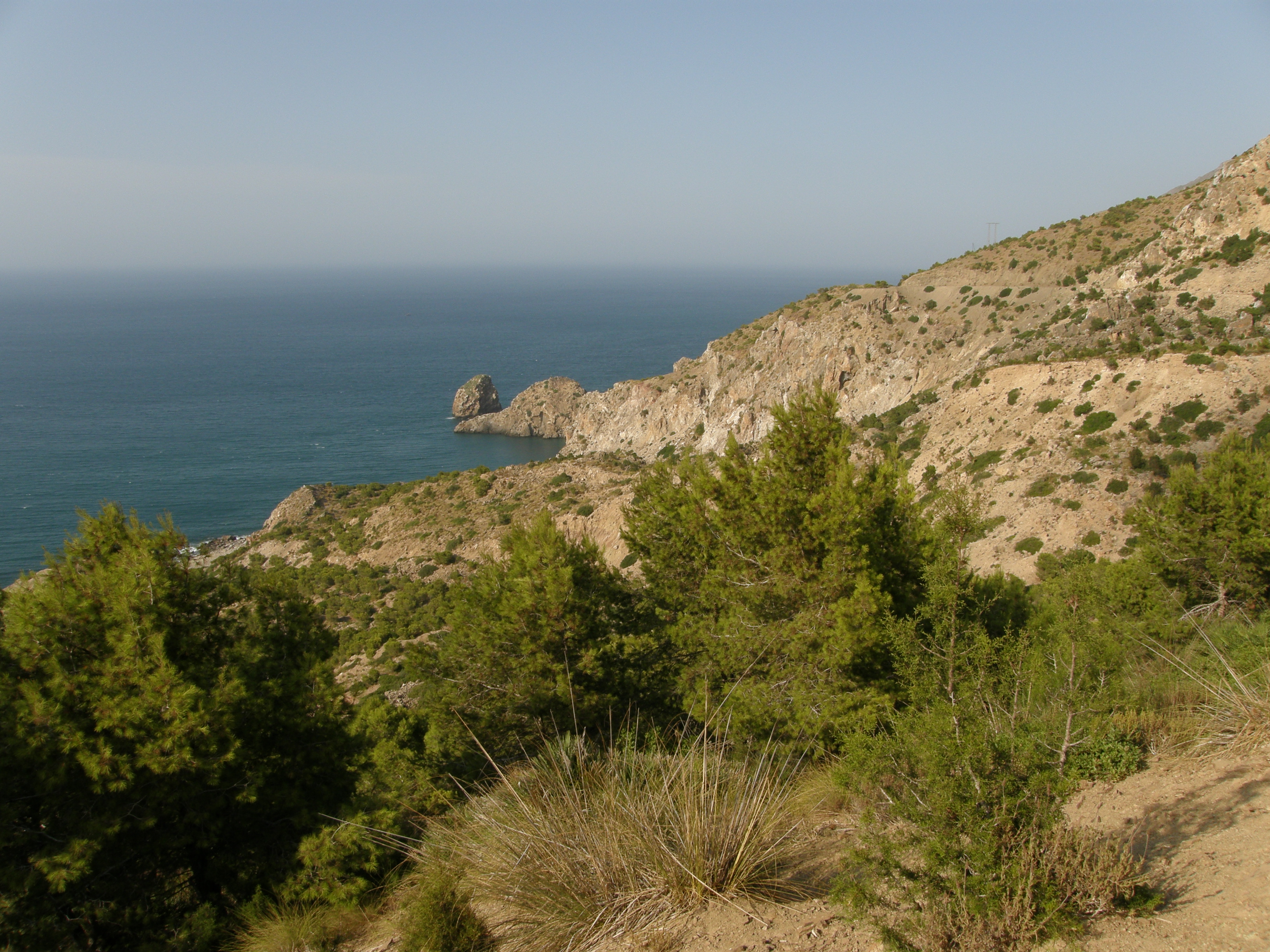
Floresta de Tetraclinis no Parque Nacional Al Hoceima.

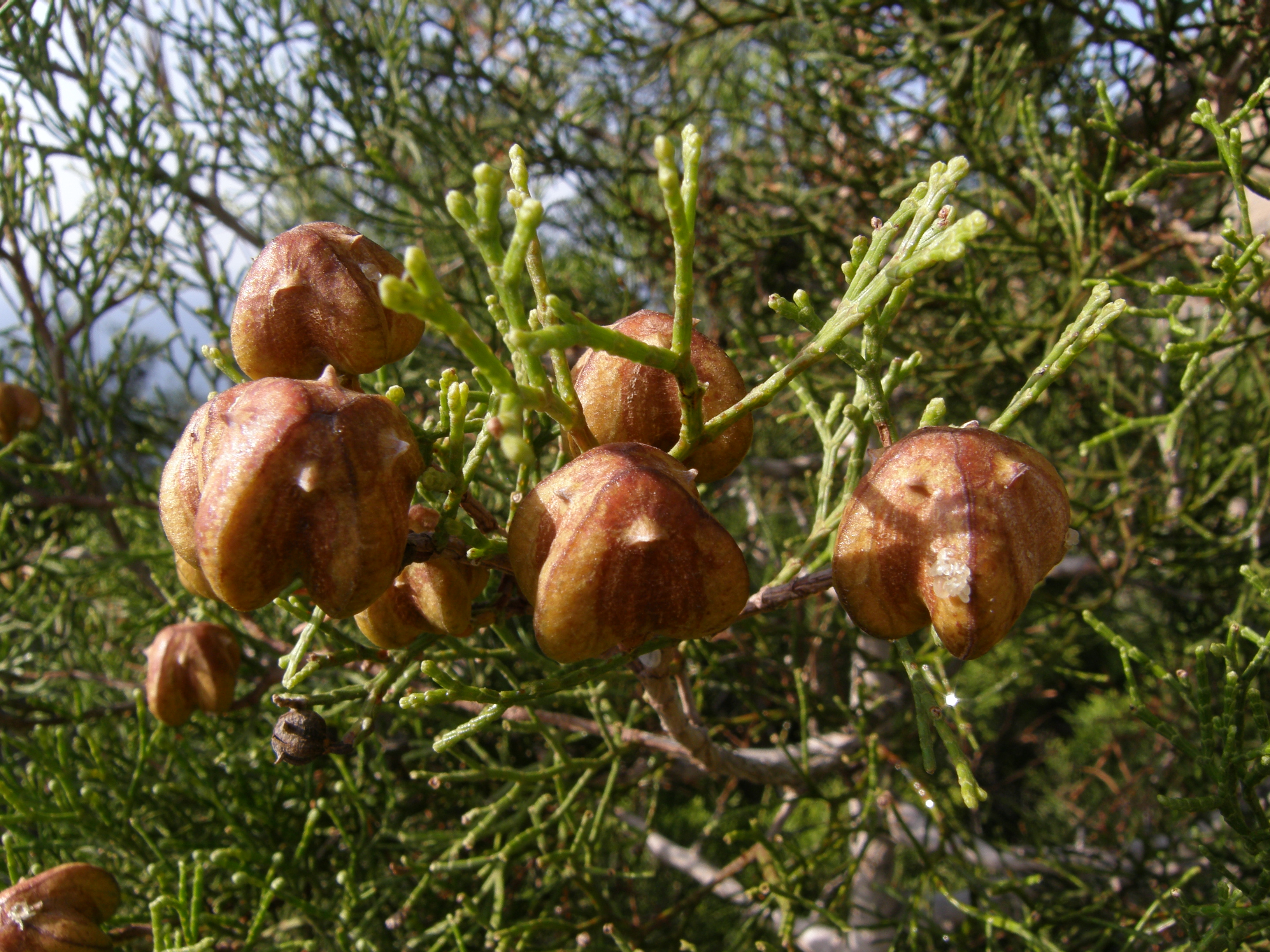
Cones de Tetraclinis no Parque Nacional Al Hoceima.

Tetraclinis é um género monotípico de coníferas pertencente à família Cupressaceae cuja única espécie é Tetraclinis articulata, conhecida pelo nome comum de sandarac, arar, araar ou sictus, uma pequena árvore perenifólia endémica nas regiões montanhosas do Mediterrâneo Ocidental.

## Descrição
Tetraclinis articulata é uma árvore pequena, de crescimento lento, com 6-15 m (raramente 20 m) de altura e 0,5 m (raramente 1 m) de diâmetro de tronco, muitas vezes com dois ou mais troncos a partir da base.
A folhagem forma-se em ramalhetes abertos com folhas semelhantes a escamas, com 1-8 mm de comprimento e 1-1,5 mm de largura; as folhas estão dispostas em pares opostos decussados, com os pares sucessivos próximos e depois distantes, formando assim espirais aparentes de quatro.
Os cones têm 10-15 mm de comprimento, inicialmente verdes, amadurecem com coloração castanha cerca de 8 meses após a polinização. Apresentam quatro escamas grossas dispostas em dois pares opostos. As sementes têm 5-7 mm de comprimento e 2 mm de largura, com uma asa de consistência semelhante a papel com 3-4 mm de largura de cada lado.
É uma das poucas coníferas capazes de talhadia (rebrotar a partir de cepos), uma adaptação para sobreviver a incêndios florestais e a níveis moderados de pastoreio por herbívoros. As árvores velhas que brotaram repetidamente durante um longo período formam grandes tocos na base, conhecidos em espanhol como lupias.

### Distribuição e habitat
A espécie é nativa do noroeste de África, onde ocorre nas Montanhas Atlas de Marrocos, Argélia e Tunísia, com duas pequenas populações periféricas em Malta e perto de Cartagena, no sudeste de Espanha. Cresce a altitudes relativamente baixas, em regiões quentes e secos de clima mediterrânico.

## Taxonomia
Os seus parentes filogeneticamente mais próximos são Platycladus, Microbiota e Calocedrus, com a maior semelhança morfológica com este último. Em textos mais antigos, foi por vezes tratada em Thuja ou Callitris, mas está menos intimamente relacionada com estes géneros.
Uma espécie relacionada extinta, Tetraclinis salicornioides, tem folhas e cones fósseis de idade Messiniana (ca. 5,7 Ma) que foram descobertos em Monte Tondo e Borgo Tossignano, no norte dos Apeninos, Itália.

## Usos e simbolismo
Tetraclinis articulata é a árvore nacional de Malta, onde é conhecida como għargħar (derivado do árabe عَرْعَر} ʿarʿar). Está a ser utilizado localmente em projectos de reflorestação.
A resina, conhecida como sandarac, é utilizada para fabricar verniz e laca; é particularmente apreciada para a conservação de pinturas.
A madeira, conhecida por madeira tuia, madeira citron, e alerce, e historicamente também conhecida nas ilhas britânicas por thyine wood, é utilizada para trabalhos de carpintaria decorativa, em especial a madeira proveniente de cecídios da base do tronco. É utilizada desde a Antiguidade Clássica (em grego clássico: θύον, em latim: citrus), e foi utilizada para fabricar mobiliário valioso no tempo do Império Romano.
O mercado marroquino é insustentável, pois concentra-se nos cecídios, o que levou à desflorestação maciça da espécie. A espécie está também ameaçada pelo sobrepastoreio, que pode matar a rebrota da talhadia antes de esta atingir uma altura suficiente para ficar fora do alcance do gado.
A espécie é cultivada para ser usada como árvore ornamental, muito valorizada em climas quentes e secos. Também é podada em forma de sebe, para privacidade e segurança. A planta pode ser usada como espécimes de bonsai.

## Galeria

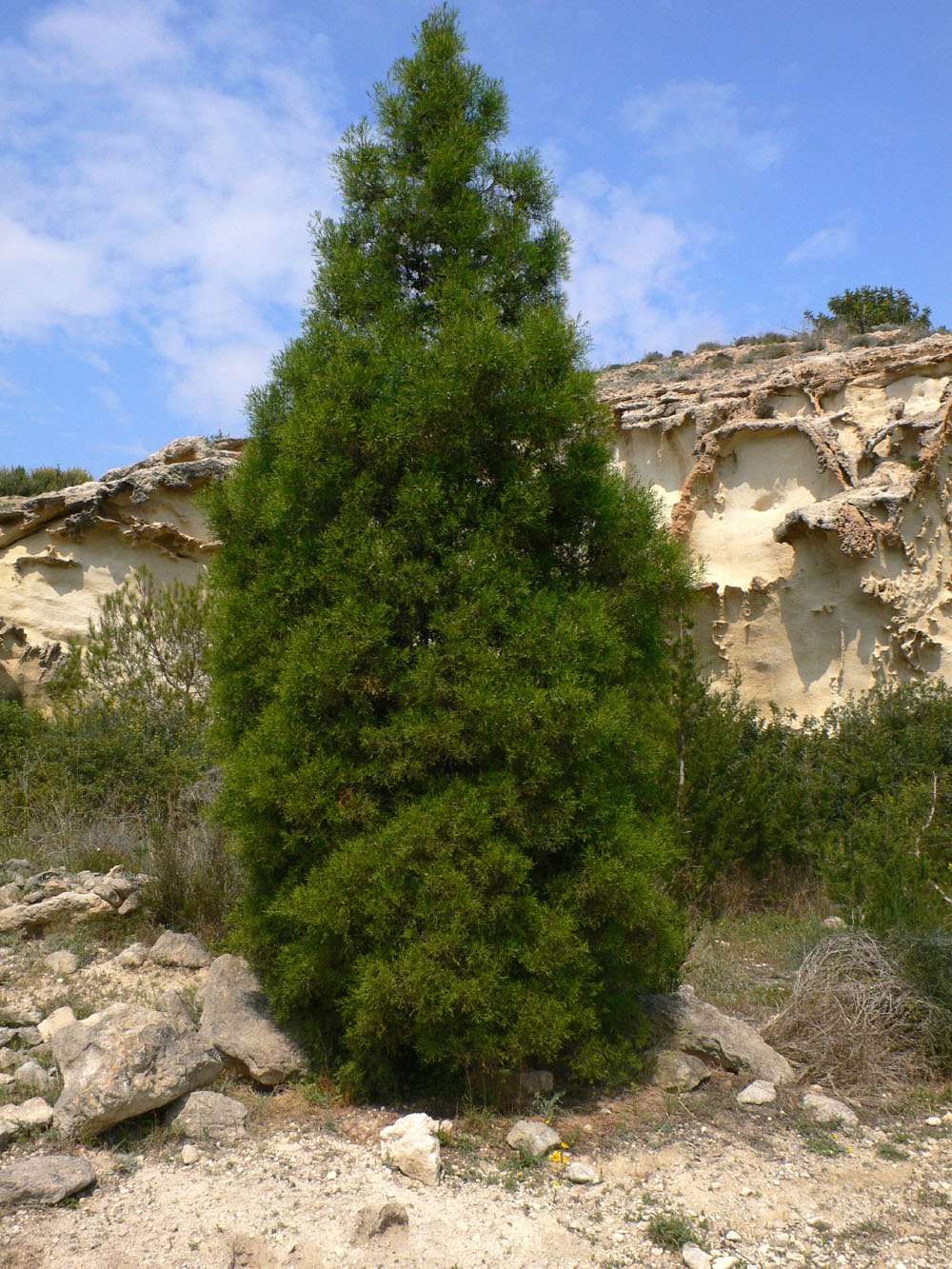
Tetraclinis articulata nas montanhas de Cartagena, Espanha
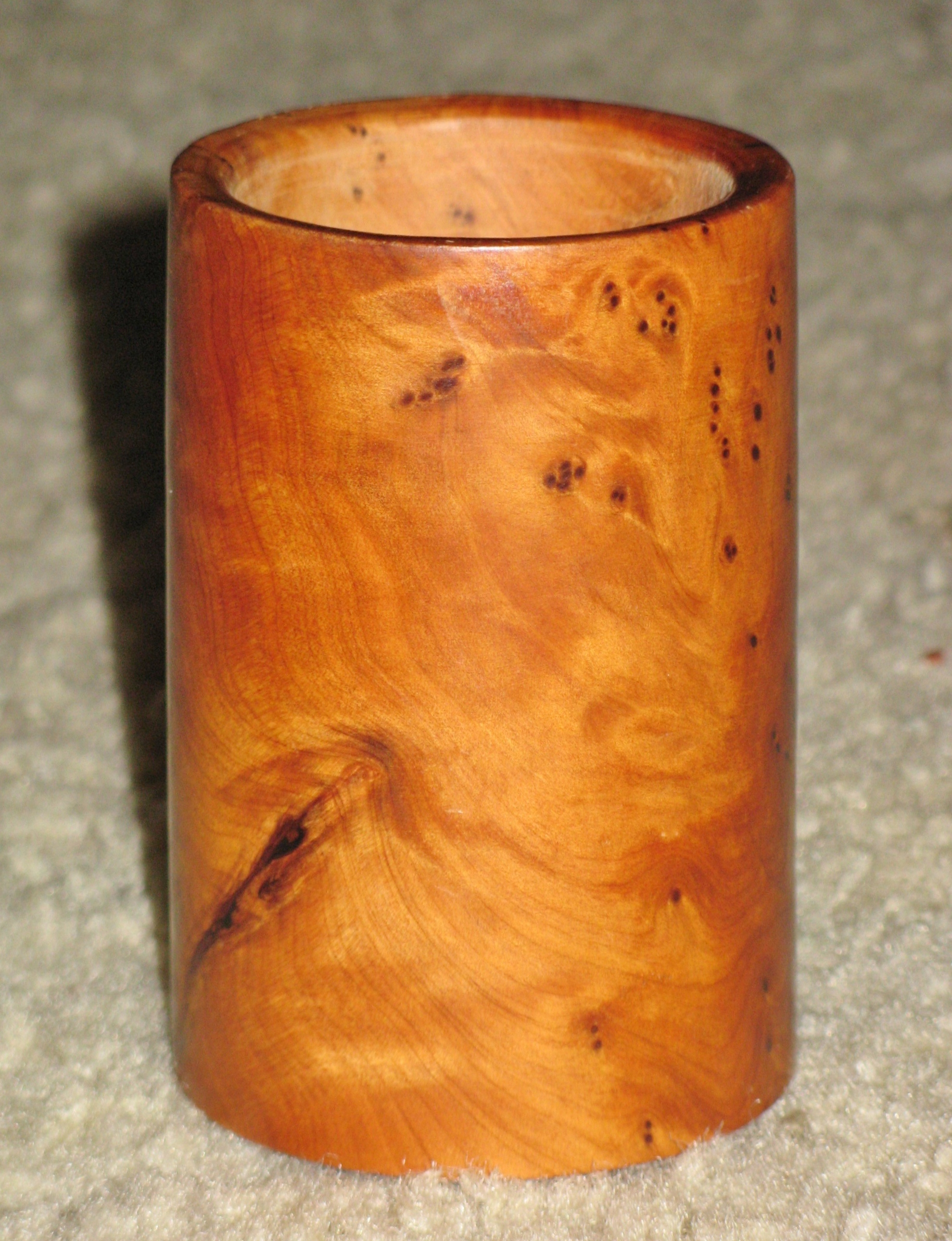
Uma chávena de madeira de cecídio de raiz de Tetraclinis articulata da região de Essaouira, em Marrocos
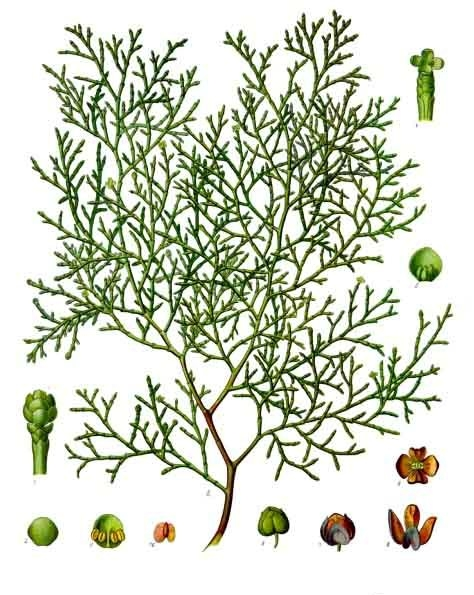
Ilustração do Koehler's Medicinal-Plants (1887)
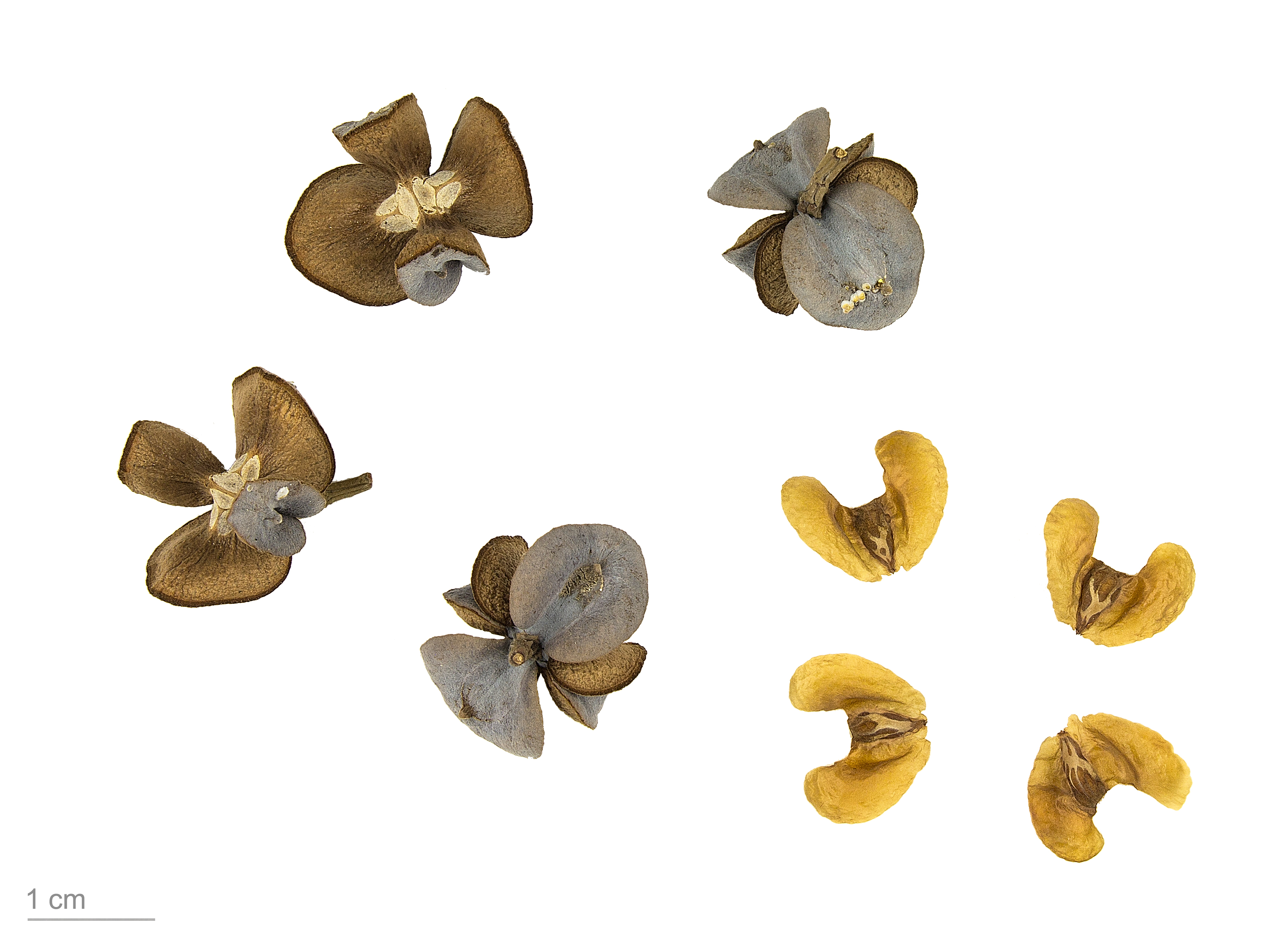
Cones maduros e sementes de Tetraclinis articulata - MHNT
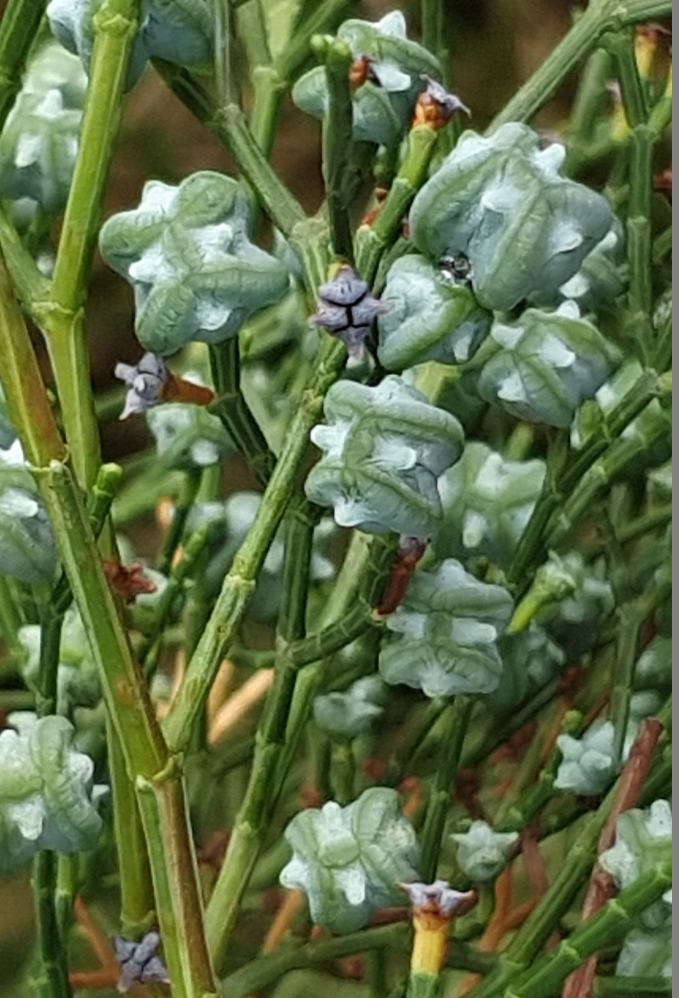
Cones imaturos.
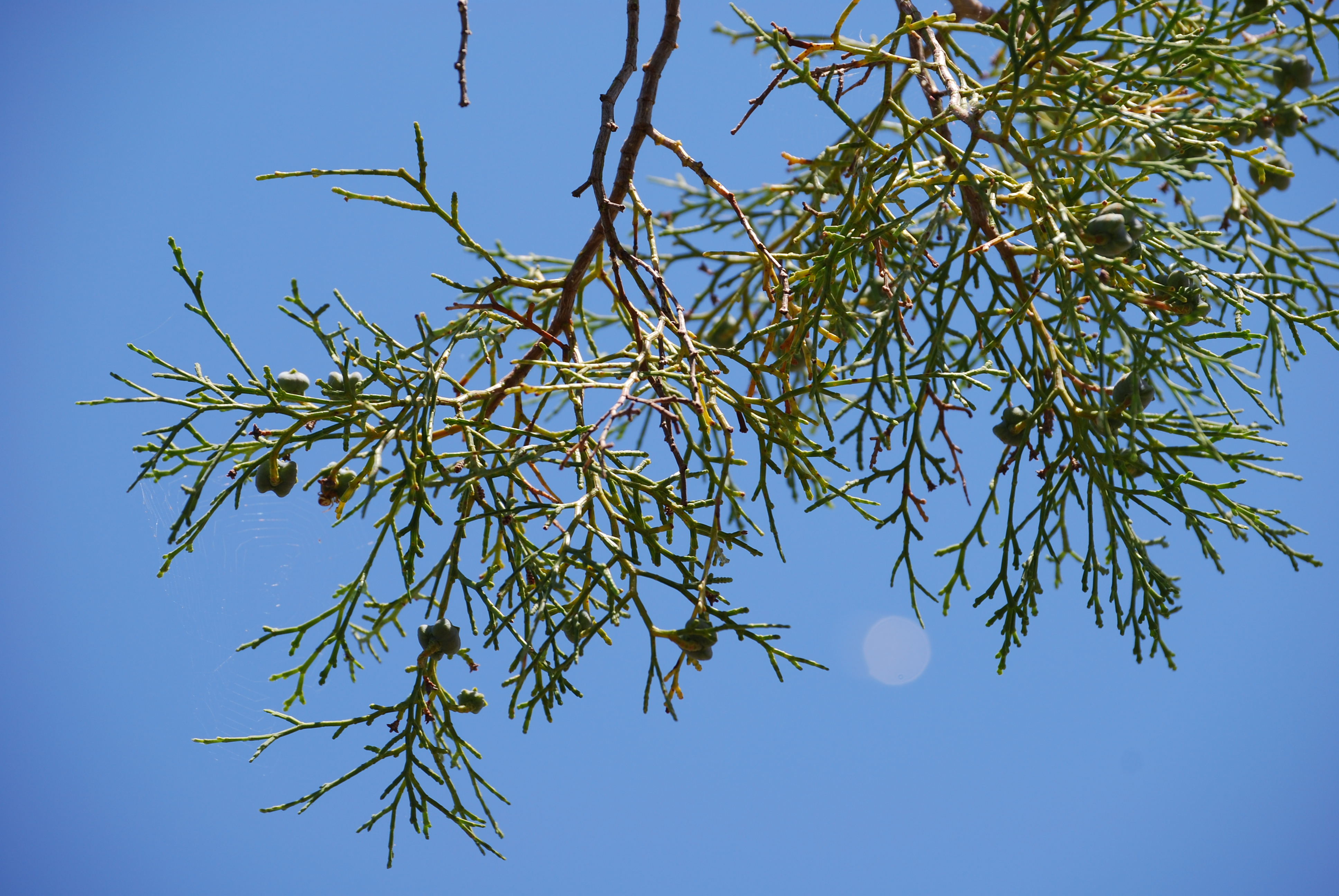
Ramagem de Tetraclinis articulata.
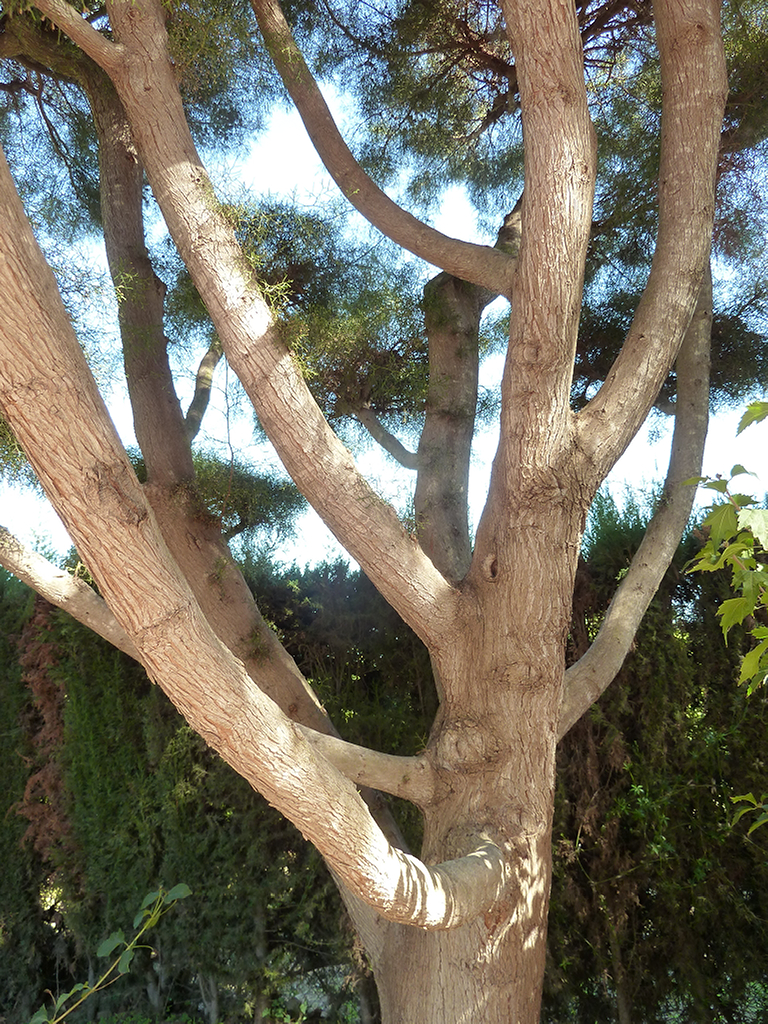
Tronco e ramos principais de Tetraclinis articulata.